# 정원조
정원조(1974년 4월 21일 ~)는 대한민국의 배우이다.

## 학력
- [한양대학교]대학원 연극 석사
- [한양대학교]연극영화학 학사

## 출연 작품

### 연극
- 웰컴! ASAC 레퍼토리.2 연극《염전이야기》 (2025년) - 정훈 역
- 《아르카디아(ARCADIA)》 (2025년) - 브라이스 역
- 제34회 대한민국 신춘문예 페스티벌 공식참가작 《횡단보도에 끝이 있긴 한가요?》 (2025년) - 노가리 역
- 《전기 없는 마을》 (2024년) - 기준 역
- 《욘 John》 (2024년) - 루카스 역
- 《컬렉션》 (2023년) - 빌 역
- 《굿닥터》 (2023년) - 사제, 지배인 역
- 《겟팅아웃》 (2023년) - 베니 역
- 《키스》 (2023년) - 아메드 역
- 《맥베스 레퀴엠》 (2022년) - 뱅쿠오 역
- 《일의 기쁨과 슬픔》 (2022년) - 데이빗 외 역
- 《능길삼촌-안산》 (2022년) - 최정웅 역
- 《더 테이블 The Table》 (2022년) - 남자 역
- 《더 헬멧》 (2022년) - 헬멧 A 역
- 《엘리펀트 송》 (2021년) - 그린버그 박사 역
- 《능길삼촌》 (2021년) - 최정웅 역
- 《안녕,여름》 (2021년) - 태민 역
- 이머시브 씨어터 《어쩔 수 없는 막, 다른 길에서》 (2021년)
- 《킹스 스피치》 (2020년) - 데이비드/코즈모랭 대주교 역
- 《이카이노의 눈》 (2020년) - 분타 역
- 국립극단 《한여름 밤의 꿈》 (2019년) - 퍽 역
- 국립극단 《알리바이 연대기》 (2019년) - 재엽 역
- 국립극단 희곡우체통 낭독회 《클로이》 (2019년) - 알렉스 역
- 국립극단 《자기 앞의 생》 (2019년) - 카츠 의사 역
- 국립극단 《록앤롤 ROCK 'N' ROLL》 (2018년) - 나이젤 역
- 국립극단 《오슬로》 (2018년) - 야이르 허시펠트(Yair Hirschfeld) 역
- 국립극단 희곡우체통 낭독회 《괴화나무 아래》 (2018년)
- 국립극단 청소년극 《사물함》 (2018년) - 재우 역
- 《The Helmet(더 헬멧)-Room‘s Vol.1》 (2017년) - 헬멧 A 역
- 《병동소녀는 집으로, 돌아가지 않는다》 (2017년) - 재엽 역
- 《글로리아》 (2017년) - 로린 역
- 《생각은 자유》 (2017년) - 재엽 역
- 《베헤모스》 (2017년) - 오검 역
- 《가족병-혼자라도 괜찮을까?》 (2016년)
- 《고래햄릿》 (2016년) - 햄릿 왕자 역
- 《글로리아》 (2016년) - 로린 역
- 《엘리펀트 송》 (2016년 특별공연) - 그린버그 박사 역
- 《잔치》 (2016년) - 막내아들 장진호 역
- 《달빛 안갯길》 (2016년) - 이선규 역
- 《엘리펀트 송》 (2015년) - 그린버그 박사 역
- 《필로우맨》[3] (2015년) - 카투리안 역[4]
- 《불량청년》 (2015년) - 약산 김원봉 역
- 《왜 나는 조그마한 일에만 분개하는가》 (2014년) - 재엽 역
- 2014 서울국제공연예술제 《알리바이 연대기》 (2014년) - 재엽 역
- 제35회 서울연극제 《알리바이 연대기》 (2014년) - 재엽 역
- 국립극단 봄마당 《알리바이 연대기》 (2014년) - 재엽 역
- 국립극단 젊은 연출가전 《알리바이 연대기》 (2013년) - 재엽 역
- 《죽음의 춤1》 (2012년) - 쿠르트 역
- 《멜로드라마》 (2009년) - 박재현 역
- 《프루프》 (2008년) - 헬 역
- 《줄리에게 박수를》 (2008년) - 로미오(민호) 역
- 《나쁜자석》 (2007년) - 원석 역
- 《조선형사 홍윤식》 (2007년) - 반장 이노우에 역
- 《뷰티풀 선데이》 (2006년) - 이준석 역
- 《트루웨스트》 (2004년) - 오스틴 역[5]

### 영화
- 《배니싱》 (2022년)
- 《흔들리는 물결》 (2016년) - 정신과 의사 역
- 《조선명탐정: 사라진 놉의 딸》 (2015년) - 운송남 역
- 《원 나잇 온리》 (2014년) - 준 역
- 《찌라시: 위험한 소문》 (2014년) - 고급선수 1 역
- 《하룻밤》 (2013년) - 준 역
- 《변호인》 (2013년) - 조사검사 역
- 《김종욱 찾기》 (2010년) - 동창 역
- 《소와 함께 여행하는 법》 (2010년) - 민규 역
- 《초감각 커플》 (2008년) - 수석 연구원 역
- 《뷰티풀 선데이》 (2007년) - 수연 남자친구 역
- 《괴물》 (2006년) - 시위대 엉뚱남 역
- 《작업의 정석 》 (2005년) - 응급실 의사 역

### 뮤지컬
- 《찰리브라운》 (2005년) - 라이너스 역
- 《해피엔드》 (2004년)
- 《찰리브라운》 (2004년) - 찰리브라운 역

### 드라마
- JTBC 《킹더랜드》 (2023년) - 윤 교수 역
- JTBC 《나의 해방 일지》 (2022년) - 혁수 역
- JTBC 《눈이 부시게(9회)》 (2019년) - 수홍 역
- JTBC 《이번 주 아내가 바람을 핍니다(11화)》 (2016년) - 단역

### 기타
- 故 임영웅 연출가 1주기 추모 낭독 공연 《영국인 애인》 (2025년) - 질문자 역
- ACC 아시아콘텐츠 시범공연 낭독극 《사사로운 사서》 (2024년) - 대영 역
- 오디오북 《베르베르 씨, 오늘은 뭘 쓰세요?(베르나르 베르베르 작)》 (2023년)
- 오디오북 《악의 꽃(샤를 보들레르)》 (2021년)
- 오디오 드라마 《오피스 누나 이야기》 (2020년) - 손책임 역
- 오디오북 《타인의 시선을 의식해 힘든 나에게(글배우 작)》 (2019년)
- 오디오북 《가장 예쁜 생각을 너에게 주고 싶다(나태주 작)》 (2019년)
- 오디오북 《마음이 살짝 기운다(나태주 작)》 (2019년)
- 오디오북 《착각은 자유지만 혼자 즐기세요(장한이 작)》 (2019년)
- 오디오북 《합리적 의심(도진기 작)》 (2019년)
- 오디오북 《오늘처럼 내가 싫었던 날은 없다(글배우 작)》 (2019년)
- 오디오북 《#일상의 파괴(김민수 작)》 (2018년)
- 린-보통여자 M/V(2005년)